# パブロ・ピアッティ
パブロ・ダニエル・ピアッティ（Pablo Daniel Piatti, 1989年3月31日 - ）は、アルゼンチン・コルドバ州出身の元サッカー選手。現役時代のポジションはフォワード。

## 経歴

### クラブ
エストゥディアンテス・デ・ラ・プラタの下部組織出身であり、2006年11月18日のニューウェルズ・オールドボーイズ戦でディエゴ・シメオネ監督に起用されてトップチームデビューした。その試合のロスタイムに決勝点を挙げ、2006アペルトゥーラ（前期リーグ）で優勝したチームのヒーローのひとりとなった。2007クラウスーラ（後期リーグ）ではホセ・ルイス・カルデロン、フアン・セバスティアン・ベロン、ホセ・エルネスト・ソサとともに中盤のポジションを獲得した。エストゥディアンテスに在籍した2年間で公式戦60試合に出場した。
2008年6月、クラブ史上最高金額の移籍金700万ユーロ（約11億円）でスペインのUDアルメリアに移籍した。序盤戦は絶対的なレギュラーとして起用され、レアル・マドリード戦で重要な得点を決めるなど活躍したが、シーズン中盤にメキシコ人のウーゴ・サンチェス監督が就任するとポジション争いに苦しんだ。2009年夏にFWアルバロ・ネグレドがセビージャFCに移籍したため、ピアッティには多くの得点が求められるようになった。2009年9月23日のアトレティコ・マドリード戦は2得点で引き分けに持ち込み、アトレティコ・マドリードとの2回目の対戦ではアディショナルタイムに決勝点を決めたため、2010年にはアトレティコが獲得に興味を示した。2009-10シーズンは35試合に出場してチーム2位の7得点を決めた。
2011年7月6日、アルメリアの降格に伴い、5年契約でバレンシアCFに移籍。退団したホアキン・サンチェスの後釜としての加入となった。
2016年7月16日、RCDエスパニョールへ買取オプション付きの1年契約でレンタル移籍。5月24日、エスパニョールが買い取りオプションを行使し、ピアッティは3年契約をクラブと結んだ。完全移籍したものの、レンタルしたときほどの成績は残せず、2017-18シーズンはリーグ戦わずか2得点に終わった。2018-19シーズンからは怪我の影響もあって出場機会も減少し、得点も1得点のみであった。
2020年2月7日、エスパニョールとの契約を解消し、トロントFCと契約した。
2021年3月6日、エルチェCFと契約した。
2022年6月14日、エストゥディアンテスへの復帰が発表された。
2024年12月21日、チームメイトのフェデリコ・フェルナンデスとともに現役を引退した。

### 代表
アルゼンチン代表として2007年にはカナダで開催されたFIFA U-20ワールドカップにセルヒオ・アグエロ、アンヘル・ディ・マリアなどとともに出場し、レギュラーとして7試合中6試合に出場して優勝に貢献した。2011年6月5日、親善試合のポーランド代表戦でA代表デビューを果たした。

## タイトル

### クラブ
エストゥディアンテス
- プリメーラ・ディビシオン：2006アペルトゥーラ
- コパ・アルヘンティーナ：2023

### 代表
U-20アルゼンチン代表
- FIFA U-20ワールドカップ : 2007